# Trongisvágur
Trongisvágur [ˈtɹɔnʤɪsˌvɔa:vʊɹ] és un poble de l'illa de Suðuroy, a les illes Fèroe. Tenia una població de 527 habitants el 2021. Està situat a la costa est de Suðuroy al fons del Trongisvágsfjørður (fiord). Trongisvágur i els pobles veïns Tvøroyri i Øravík formen un sol municipi amb seu a Tvøroyri. Un riu anomenat Stórá desemboca al sud del poble. La muntanya més alta de Suðuroy, el Gluggarnir de 610 metres l'altura, es troba al sud de Trongisvágur.
No queda clar si el nom de Trong és d'origen nòrdic o gaèlic. Per altra banda, Trungisvágur és una altra versió del topònim. A l'oest del poble surt la carretera 34 que porta al Hvalbiartunnilin, el túnel que connecta Trongisvágur amb Hvalba, El Hvalbiartunnilin, que va ser el primer túnel de carretera de les Illes Fèroe, va ser inaugurat el 1963. El túnel té una longitud de 1450 metres.

## Pavelló esportiu i estadi de futbol
A Trongisvágur, hi ha un pavelló esportiu, una escola i una llarí d'infants. El 17 de novembre de 2011 es va iniciar la construcció d'un nou estadi de futbol per a l'equip local, el TB Tvøroyri, a l'oest de la pista poliesportiva. L'abril de 2012, el camp de futbol es va inaugurar amb el nom de anomenar Fótbóltsvøllurin við Stórá (Estadi del Riu Gran); Stórá significa riu gran en feroès, precisament el nom del riu que passa a poc més de 100 metres del camp. S'havien considerat altres noms per a l'estadi de futbol, com ara Í Stópunum o Undir Brekkum, topònims antics de la zona construïda.

## Turisme

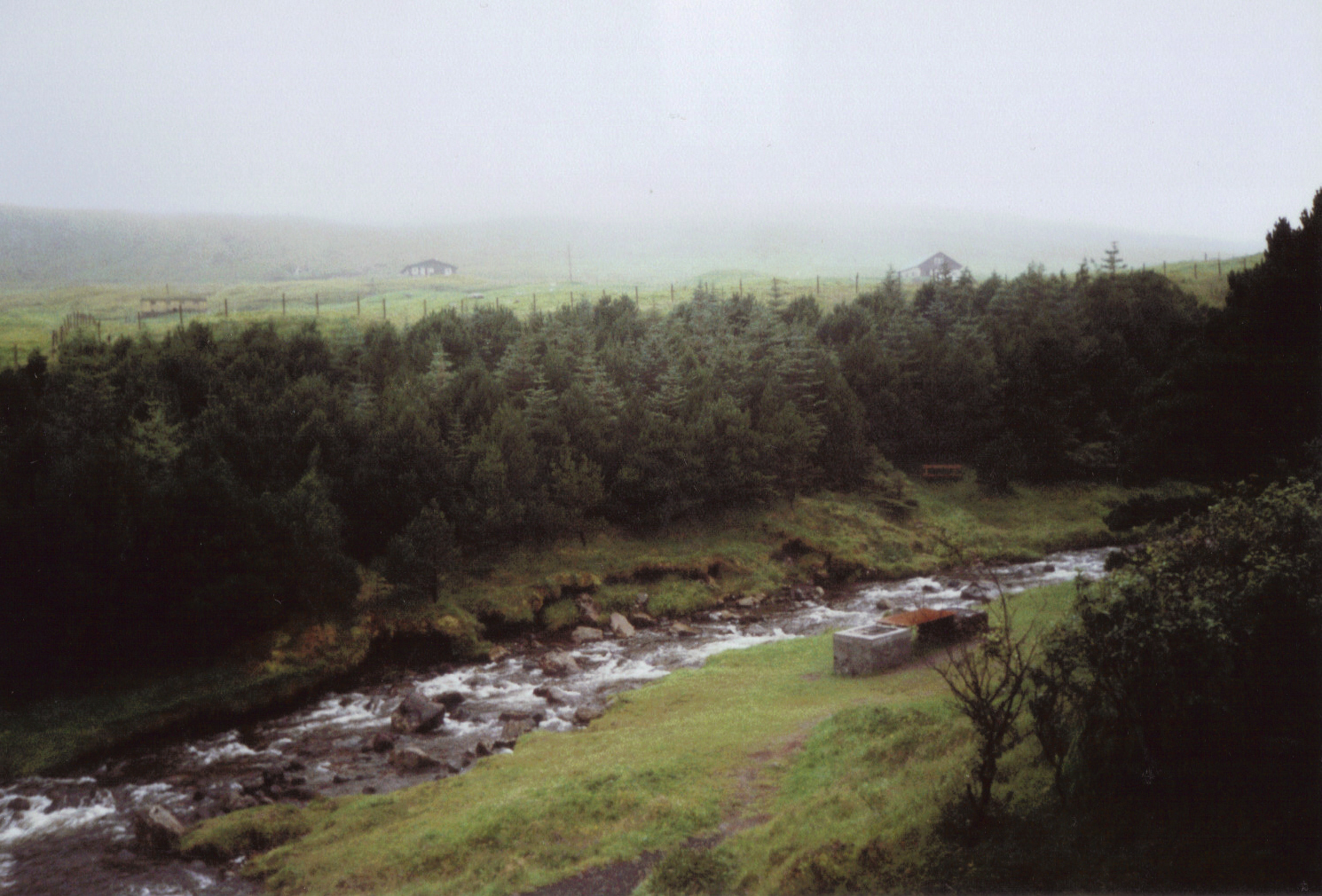
Bosc de Viðarlundin í Trongisvági.

A aproximadament 1 km a l'oest de Trongisvágur s'estén un dels boscos més grans de les Illes Fèroe, el Viðarlundin í Trongisvági. Com tots els boscos o parcs de les Fèroes de fora de la capital, Tórshavn, està tancat per protegir els arbres de les ovelles que busquen menjar. Té una superfície de més de 3 hectàrees i és una destinació turística molt popular amb les seves rutes de senderisme i instal·lacions per a fer barbacoes al costat del riu Rangá.